# Ladenburg
Ladenburg és una ciutat alemanya situada a l'Estat de Baden-Württemberg, concretament en el municipi de Rhein-Neckar. La ciutat es troba a 11 quilòmetres de Heidelberg. La seva història es remunta a una primera colonització celta l'any 3000 aC i, posteriorment, a una colonització romana, més coneguda, en 200 aC La ciutat té un gran atractiu turístic a causa de la seva bella arquitectura típica alemanya.